# Дюбуа-Крансе, Эдмон Луи
Эдмон Луи Дюбуа-Крансе (1747—1814) — один из видных деятелей Великой французской революции.
В молодости служил в армии. В 1789 году был избран в Генеральные штаты, а в 1792 году — в Национальный конвент. Его имя не приобрело такой громкой известности, как имя Карно, хотя Дюбуа-Крансе сделал очень много для организации победы. Еще в Конституанте он придумал заменить систему наёмничества системой набора, всеобщей воинской повинности. Но тогда его идея была отклонена. Она была принята в Конвенте, когда опасность грозила всему делу революции. Тут он сумел обосновать ее глубоко продуманным взглядом на задачи внешней политики Франции — он доказывал, что у Франции только два врага, Австрия и Англия, что Пруссия и другие государства не имеют непримиримых противоречий с республикой. Разрабатывая мысль о наилучшей организации новой армии, Дюбуа-Крансе предложил идею знаменитой «амальгамы», слияния старых частей с вновь набранными молодыми войсками. Он же настаивал на том, чтобы добровольцы-солдаты быстро получали повышение.
Следуя этим принципами, а также благодаря энергии Карно и комиссаров Конвента,Франция в 1794 году очистила свои границы от неприятеля и перешла в наступление. 8 марта 1793 года — бригадный генерал, Дюбуа-Крансе и сам был в числе комиссаров в альпийской армии, а потом при осаде Лиона, конца которой он не дождался. 28 октября 1793 года — дивизионный генерал. В дни термидора он был противником Робеспьера, при Директории состоял членом Совета Пятисот, в 1799 году — военным министром. Он был противником брюмерского переворота, и потому в эпоху консульства и Первой империи остался не у дел.